# カナダの空港の一覧
カナダの主要空港の一覧を示す。

## 空港
| 州                                   | 所在地                        | ICAO | IATA | 空港名/飛行場名                                                  |
| ------------------------------------ | ----------------------------- | ---- | ---- | ---------------------------------------------------------------- |
| オンタリオ州                         |                               |      |      |                                                                  |
| オンタリオ州                         | ハミルトン                    | CYHM | YHM  | ハミルトン・ジョン・C・マンロ国際空港                            |
| オンタリオ州                         | キングストン                  | CYGK | YGK  | キングストン・ノーマン・ロジャース空港                           |
| オンタリオ州                         | ロンドン                      | CYXU | YXU  | ロンドン国際空港                                                 |
| オンタリオ州                         | オシャワ                      | CYOO | YOO  | オシャワ・エグゼクティブ空港                                     |
| オンタリオ州                         | オタワ                        | CYOW | YOW  | オタワ・マクドナルド・カルティエ国際空港                         |
| オンタリオ州                         | セントキャサリンズ            | CYSN | YCM  | セントキャサリンズ・ナイアガラ空港                               |
| オンタリオ州                         | サンダーベイ                  | CYQT | YQT  | サンダーベイ国際空港                                             |
| オンタリオ州                         | トロント                      | CYYZ | YYZ  | トロント・ピアソン国際空港                                       |
| オンタリオ州                         | トロント                      | CYTZ | YTZ  | ビリー・ビショップ・トロント・シティー空港                       |
| オンタリオ州                         | ウォータールー地域,キッチナー | CYKF | YKF  | ウォータールー地域国際空港                                       |
| オンタリオ州                         | ウィンザー                    | CYQG | YQG  | ウィンザー国際空港                                               |
| ケベック州                           |                               |      |      |                                                                  |
| ケベック州                           | モントリオール                | CYMX | YMX  | モントリオール・ミラベル国際空港                                 |
| ケベック州                           | モントリオール                | CYUL | YUL  | モントリオール・ピエール・エリオット・トルドー国際空港           |
| ケベック州                           | ケベック                      | CYQB | YQB  | ケベック・ジャン・ルサージ国際空港                               |
| ケベック州                           | シェルブルック                | CYSC | YSC  | シェルブルック空港                                               |
| ノバスコシア州                       |                               |      |      |                                                                  |
| ノバスコシア州                       | ハリファックス                | CYHZ | YHZ  | ハリファックス・ロバート・L・スタンフィールド国際空港            |
| ノバスコシア州                       | シドニー                      | CYQY | YQY  | J・A・ダグラス・マッカーディー・シドニー空港                     |
| ニューブランズウィック州             |                               |      |      |                                                                  |
| ニューブランズウィック州             | フレデリクトン                | CYFC | YFC  | フレデリクトン国際空港                                           |
| ニューブランズウィック州             | モンクトン                    | CYQM | YQM  | モンクトン国際空港                                               |
| マニトバ州                           |                               |      |      |                                                                  |
| マニトバ州                           | ブランドン                    | CYBR | YBR  | ブランドン空港                                                   |
| マニトバ州                           | ウィニペグ                    | CYWG | YWG  | ウィニペグ・ジェームス・アームストロング・リチャードソン国際空港 |
| ブリティッシュコロンビア州           |                               |      |      |                                                                  |
| ブリティッシュコロンビア州           | ケロウナ                      | CYLW | YLW  | ケロウナ国際空港                                                 |
| ブリティッシュコロンビア州           | ナナイモ                      | CYCD | YCD  | ナナイモ空港                                                     |
| ブリティッシュコロンビア州           | プリンス・ジョージ            | CYXS | YXS  | プリンス・ジョージ空港                                           |
| ブリティッシュコロンビア州           | バンクーバー                  | CYVR | YVR  | バンクーバー国際空港                                             |
| ブリティッシュコロンビア州           | ビクトリア                    | CYYJ | YYJ  | ビクトリア国際空港                                               |
| プリンスエドワードアイランド州       |                               |      |      |                                                                  |
| プリンスエドワードアイランド州       | シャーロットタウン            | CYYG | YYG  | シャーロットタウン空港                                           |
| サスカチュワン州                     |                               |      |      |                                                                  |
| サスカチュワン州                     | レジャイナ                    | CYQR | YQR  | レジャイナ国際空港                                               |
| サスカチュワン州                     | サスカトゥーン                | CYXE | YXE  | サスカトゥーン・ジョン・G・ディーフェンベーカー国際空港          |
| アルバータ州                         |                               |      |      |                                                                  |
| アルバータ州                         | カルガリー                    | CYYC | YYC  | カルガリー国際空港                                               |
| アルバータ州                         | エドモントン                  | CYXD | YXD  | エドモントン市中央空港                                           |
| アルバータ州                         | エドモントン                  | CYEG | YEG  | エドモントン国際空港                                             |
| アルバータ州                         | フォートマクマレー            | CYMM | YMM  | フォートマクマレー空港                                           |
| ニューファンドランド・ラブラドール州 |                               |      |      |                                                                  |
| ニューファンドランド・ラブラドール州 | ガンダー                      | CYQX | YQX  | ガンダー国際空港                                                 |
| ニューファンドランド・ラブラドール州 | セントジョンズ                | CYYT | YYT  | セントジョンズ国際空港                                           |
| ノースウエスト準州                   |                               |      |      |                                                                  |
| ノースウエスト準州                   | イエローナイフ                | CYZF | YZF  | イエローナイフ空港                                               |
| ユーコン準州                         |                               |      |      |                                                                  |
| ユーコン準州                         | ホワイトホース                | CYXY | YXY  | エリック・ニールセン・ホワイトホース国際空港                     |
| ヌナブト準州                         |                               |      |      |                                                                  |
| ヌナブト準州                         | イカルイト                    | CYFB | YFB  | イカルイト空港                                                   |